# Yeşil
Il fiume Yeşil (in turco Yeşilırmak, Fiume verde; in greco Ίρις?, Fiume Iris) è un fiume del nord della Turchia.
La sorgente è nei pressi di Sivas, da dove si dirige verso nord attraversando le province di Tokat e Amasya, per poi gettarsi nel mar nero dopo un percorso di 519 km.
È tagliato dalla diga di Almus. Sul suo corso si trova anche la diga di Ataköy